# ميخائيل ميليسينوس
ميخائيل ميليسينوس (اليونانية: Μιχαὴλ Μελισσηνός) كان أرستقراطيًا بيزنطيًا بارزًا وقائدًا في عهد الإمبراطور قسطنطين الخامس (حكم. 741–775 م).

## السيرة
ميخائيل هو أول عضو موثق في عائلة ميليسينوس [الإنجليزية] النبيلة. كان مفضلًا لدى قسطنطين الخامس، وتزوج أختًا (لم يذكر اسمها) لإيدووكيا [الإنجليزية]، الزوجة الثالثة لقسطنطين الخامس. وباعتباره قريبًا للإمبراطور، حصل ميخائيل على مكانة بارزة في التسلسل الهرمي الإمبراطوري. كان للزوجين ابن واحد على الأقل، وهو ثيودوتوس كاسيتيراس ميليسينوس، الذي أصبح بطريرك القسطنطينية في الفترة من 815 إلى 821 باسم ثيودوتوس الأول [الإنجليزية].
في عام 766/767، كجزء من عملية إعادة ترتيب كبرى تهدف إلى وضع أشخاص موثوق بهم ومؤيدين لتحطيم الأيقونات في مناصب السلطة، عين قسطنطين الخامس ميخائيل كإستراتيجي للبند الأناضولي، وهو في ذلك الوقت أهم وأقوى منصب عسكري في الإمبراطورية البيزنطية. ربما في هذا الوقت حصل على منصب بطريق عطيةً، الذي عُين فيه حسب سجلات ثيوفان المعترف. في عام 771 م، شارك ميخائيل في حملة ضد غارة عباسية على إيساوريا. لكن قواته تعرضت لهزيمة ساحقة، ولم تتمكن من منع غزو المنطقة. لا يوجد أي شيء آخر معروف عنه.